# Daniel Aquino
Daniel Aquino Loureiro – brazylijski judoka.
Brązowy medalista igrzysk Ameryki Południowej w 2006 i pierwszy w drużynie. Wicemistrz panamerykański w 2005 roku. 